# Bandiera dell'Uganda
La bandiera dell'Uganda è stata adottata nel 1962. Consiste di sei bande orizzontali di uguali dimensioni, in nero (alto), giallo, rosso, nero, giallo, rosso. Al centro della bandiera è presente un disco bianco con una gru coronata, rivolta verso il lato dell'asta. L'uccello è noto per la sua natura mite.
I colori sono ispirati a quelli del Uganda People's Congress, il partito, fondato nel 1960 che risultò vincitore alle elezioni del 1962: il nero rappresenta il popolo africano, il giallo rappresenta i raggi del sole, il rosso rappresenta la fratellanza fra tutti gli uomini.
La scelta della gru coronata dipese invece dal fatto che nessuno dei regni esistiti nel passato del paese la usò come suo simbolo, tranne la squadra di calcio Fiamme Nere Kampala che diede però il suo benestare.

## Bandiere storiche

Bandiera del Protettorato britannico dell'Uganda (1914-1962)
Bandiera del governatore dell'Uganda (1914-1962)
Prima bandiera dell'Uganda indipendente (marzo 1962-ottobre 1962)